# Blodiga söndagen (1920)
För andra betydelser, se Den blodiga söndagen.
Blodiga söndagen var en våldsam dag under det irländska frihetskriget i Dublin den 21 november 1920, då 29 människors dödades.
Det hela inleddes på morgonen med att IRA i en serie samordnade räder dödade 14 britter (inklusive fyra av den brittiska arméns underrättelseofficerare och fyra MI5- eller MI6-agenter). Senare på eftermiddagen bestämde sig brittiska trupper ur den paramilitära styrkan Black and Tans för att hämnas och gick in med väpnade styrkor på Croke Park i norra Dublin, mitt under en Gaelisk fotbollsmatch mellan Dublin och Tipperary och sköt ihjäl elva åskådare och en spelare. På kvällen samma dag torterades och avrättades tre fångar summariskt i Dublin Castle. De tre var två IRA-officerare, Dick McKee och Peadar Clancy, samt en civilperson som arresterades tillsammans med dem vid namn Conor Clune.